# Frederik IV van de Palts
Frederik IV van de Palts (Amberg, 5 maart 1574 — Heidelberg, 19 september 1610) was keurvorst van de Palts vanaf 1583 tot aan zijn dood. Hij was een zoon van Lodewijk VI van de Palts en Elisabeth van Hessen. Frederik IV is vooral bekend geworden als stichter van de stad Mannheim en als medeoprichter van de Protestantse Unie.

## Biografie
Frederik IV bouwde in 1606/1607 de vesting Friedrichsburg in Hollandse stijl in de buurt van het toenmalige vissersdorp Mannheim. In 1608 nam hij de leiding over van de Protestantse Unie. Het conflict tussen de rooms-katholieke en protestantse vorstendommen verergerde in die tijd. Frederik stierf in 1610 in Heidelberg, waar hij in de Heiliggeistkirche begraven werd.

## Huwelijk en kinderen
Frederik trouwde met Louise Juliana van Nassau (1576-1644), een dochter van Willem van Oranje. Uit dit huwelijk werden de volgende kinderen geboren:
- Louise Juliana (1594-1640), gehuwd met graaf Johan II van Palts-Zweibrücken (1584-1635)
- Katharina Sophie (1595-1626)
- Frederik (1596-1632) gehuwd met Elizabeth Stuart (1596-1662)
- Elisabeth Charlotte (1597-1660), getrouwd met keurvorst Georg Willem van Brandenburg (1595-1640)
- Anna Eleonore (1599-1600)
- Ludwig Wilhelm (*/† 1600)
- Moritz Christian (1601-1605)
- Lodewijk Filips (1602-1655), gehuwd met Maria Eleonore van Brandenburg (1607-1675)

| Stamboom Frederik van de Palts (1574-1610)                                   | Stamboom Frederik van de Palts (1574-1610) | Stamboom Frederik van de Palts (1574-1610)                                                                     | Stamboom Frederik van de Palts (1574-1610) |
| ---------------------------------------------------------------------------- | --- | --- | --- |
| Grootouders                                                                  | Frederik III van de Palts (1515-1576) x Maria van Brandenburg-Kulmbach (1519-1567) | Frederik III van de Palts (1515-1576) x Maria van Brandenburg-Kulmbach (1519-1567)                             | Filips I van Hessen (1504-1567) x Christina van Saksen (1505-1549) |
| Ouders                                                                       | Lodewijk VI van de Palts (1539-1583) x Elisabeth van Hessen (1539-1582) | Lodewijk VI van de Palts (1539-1583) x Elisabeth van Hessen (1539-1582)                                        | Lodewijk VI van de Palts (1539-1583) x Elisabeth van Hessen (1539-1582) |
| Frederik IV van de Palts (1574-1610) x Louise Juliana van Nassau (1576-1644) | | | |
| Kinderen                                                                     | Frederik V (1596-1632) x 1613 Elizabeth Stuart (1596-1662) | Elisabeth Charlotte (1597-1660) x 1616 Georg Willem van Brandenburg (1595-1640)                                | Lodewijk Filips (1602-1655) x 1631 Maria Eleonore van Brandenburg (1607-1675) |
| Kleinkinderen                                                                | Frederik Hendrik (1614-1629) Karel Lodewijk (1617-1680) Elisabeth (1618-1680) Ruprecht (1619-1682) Maurits (1620-1652) Louise Hollandine (1622-1709) Lodewijk (1623-1624) Eduard (1625-1663) Henriëtte Maria (1626-1651) Filips (1627-1650) Charlotte (1628-1631) Sophia (1630-1714) Gustaaf Adolf (1632-1641) | Louise Charlotte (1617-1676) Frederik Willem (1620-1688) Hedwig Sophie (1623-1683) Johan Sigismund (1624-1624) | Karel Frederik (1633-1635) Gustaaf Lodewijk (1634-1635) Karel Filips (1635-1636) Lodewijk Casimir (1636-1652) Elisabeth Maria Charlotte (1638-1664) Maurits (1640-1674) Louise Sophia Eleonora (1642-1643) |